# 滑らかな無限小解析
滑らかな無限小解析（なめらかなむげんしょうかいせき、英: Smooth infinitesimal analysis、SIA）は無限小の言葉を用いた微分積分学の現代的な再定式化（のひとつ）である。ウィリアム・ローヴェアのアイデアに基づき、また圏論の手法を用いることで、SIAは全ての関数は連続であって、離散的実体を用いて表現することができないものと見做す。SIAは理論としては総合微分幾何の一部である。
複零（nilsquare）あるいは冪零（nilpotent）無限小とは、ε2 = 0 なる数 ε のことである（ε = 0 は真である必要がない）。

## 概要
このアプローチは排中律を拒否することによって従来の数学に用いられている古典論理から離れる。例えば NOT (a ≠ b) は a = b を含意しない。とくに、滑らかな無限小解析の理論においては、全ての無限小 ε に対し、NOT (ε ≠ 0) を証明することができるが、それにもかかわらず、全ての無限小がゼロに等しいということは偽であると証明される。次の基本定理によって、排中律は成り立ちえないことが分かる（再び滑らかな無限小解析の文脈の中で理解するものとする）：
定理
実数全体 ℝ を定義域とする任意の関数は連続かつ無限回微分可能である。
この事実にもかかわらず、不連続関数 f(x) を f(x) = 1 (x = 0 のとき) かつ f(x) = 0 (x ≠ 0 のとき) とすることによって定義しようと試みることができる。もし排中律が成立するならば、この関数は全域で定義された不連続関数となる。しかしながら、x = 0 も x ≠ 0 も成立しないような、非常にたくさんの x （つまり無限小）が存在する。それゆえ、この関数は全ての実数に対しては定義されない。（訳注：より正確には「全ての実数に対して定義される」の否定が証明できる。だからといって「ある x が存在して f(x) が定義されない」ことは証明できない。もしそれが証明できたとしよう。すると、その x について、NOT (x = 0 OR x ≠0) が証明できる。ところが、グリベンコの定理により、直観主義論理では排中律の二重否定 NOT NOT (x = 0 OR x ≠ 0) は証明できる。こうして矛盾に至る。標準的な数学が無矛盾である限り、SIAは無矛盾であるので、このようなことは起こりえない。すなわち、f が未定義となるような具体的な x の存在は証明できない。）
滑らかな無限小解析の典型的なモデルにおいては、無限小は可逆（invertible）ではなく（すなわち乗法逆元が取れない）、したがってこの理論は無限大数を含まない。しかし、可逆な無限小を含むようなモデルも存在する。
超準解析や超現実数といった、無限小を含むような他の数学的体系もある。滑らかな無限小解析は次の点で超準解析に似ている (1) 解析学の基礎となることを意図している (2) 無限小量は具体的な大きさを持たない（フォン・ノイマン順序数 ω の逆数 1/ω を典型的な無限小とする超現実数とは対照的に）。しかし、滑らかな無限小解析は、非古典論理を使用する点および移行原理を欠いている点で、超準解析とは異なっている。中間値の定理やバナッハ＝タルスキのパラドックスを含む、標準解析と超準解析の幾つかの定理は、滑らかな無限小解析に於いては偽である。超準解析の文は極限に関する文へと翻訳可能であるが、同じことは滑らかな無限小解析に於いては必ずしも成り立たない。
直観的には、滑らかな無限小解析は、点ではなく、無限に小さな切片から構成された直線の世界を記述するものと解釈することができる。それらの切片は方向を持つに十分な長さであるが、曲がるには不十分な長さであると思うことができる。不連続関数の構成は失敗する。というのは、関数は曲線と同一視されるが、曲線を点毎に構成することはできないからである。中間値の定理の不成立は、無限小切片の持つ、線を跨ぐ能力に起因するものと想像することができる。（訳注：関数が無限小切片の中で中間値を通過した（跨いだ）とすると、その切片の中のどの点が中間値を与えるのかを特定できない。もちろん、[0, 1] 上定義された f(x) = x という具体的な関数が中間値 0≦m≦1 を持つことは、x = m と具体的に与えることで証明できる。中間値の定理が、全ての関数に対して中間値を取る点の存在を主張していること、これが問題である。これを証明するには、所与の関数と中間値から、その値を取る点を具体的に構成する手続きを与える必要があるが、前述の理由によって、そのことは叶わない。）同様に、バナッハ＝タルスキのパラドックスは成立しない。なぜなら、大きさのある物体は点へと分解できないからである。